# Borobia
Borobia – gmina w Hiszpanii, w prowincji Soria, w Kastylii i León, o powierzchni 62,57 km². W 2011 roku gmina liczyła 286 mieszkańców.